# Le Grand-Village-Plage
Dolus-d'Oléron je francouzská obec v departementu Charente-Maritime, v regionu Poitou-Charentes. V roce 2008 zde žilo 993 obyvatel. Leží na ostrově Oléron.